# Iarba osului

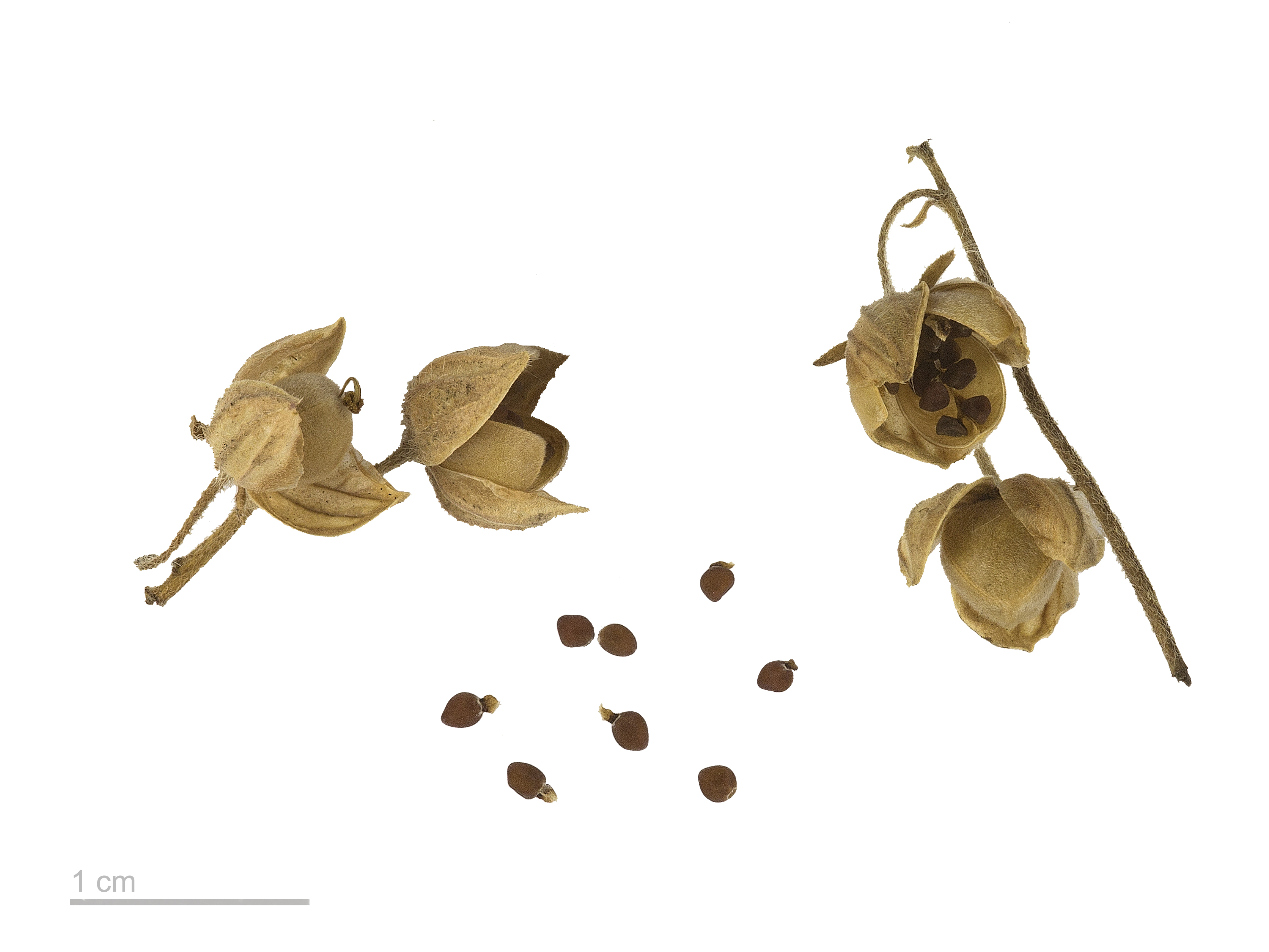
Helianthemum nummularium

Iarba osului (Helianthemum nummularium) este o plantă din genul Helianthemum, familia Cistaceae.

## Descriere
Iarba osului are tulpini subțiri, de 100–300 mm înălțime, lemnoase la bază, păroase.
Frunzele sunt așezate în perechi pe tulpină, alungite, eliptice, păroase, alb-cenușii, pâsloase pe partea inferioară, fără dințișori pe margini. La subsuoara frunzelor se găsesc frunzișoare mult mai mici.
Florile, cu diametrul de 20–30 mm, cresc câte  trei sau mai multe la capătul superior al tulpinilor. Florile au cinci petale galbene și cinci sepale. Trei sepale sunt interioare, păroase, late, cu patru nervuri groase. Restul de două sepale sunt exterioare și mai înguste. Iarba osului  înflorește în luna iulie.
Florile sunt foarte sensibile la variațiile de temperatură. Pe timp senin sunt deschise și orientate în mod continuu spre soare, urmărind mișcarea acestuia (la fel ca floarea soarelui). Pe timp de ploaie și noaptea, florile se închid și se apleacă în jos, pentru a se proteja polenul. Și staminele sunt sensibile, la atingere ele se mișcă spre marginea florii, apoi revin la loc.

## Răspândire
În România, subspeciaHelianthemum tomentosum crește prin pajiștile de pe brâne, în locuri stâncoase, însorite și pe bolovănișurile din munții Carpați.

## Subspecii
Sunt opt subspecii:
- Helianthemum nummularium subsp. nummularium. Cea mai răspândită.
- Helianthemum nummularium subsp. berterianum. Italia, sud-estul Franței.
- Helianthemum nummularium subsp. glabrum. În Europa Centrală și sudul Europei.
- Helianthemum nummularium subsp. grandiflorum. În Europa Centrală și sudul Europei.
- Helianthemum nummularium subsp. obscurum. În Europa de Est.
- Helianthemum nummularium subsp. pyrenaicum. Pirinei..
- Helianthemum nummularium subsp. semiglabrum. Italia, sud-estul Franței.
- Helianthemum nummularium subsp. tomentosum. Sudul Europei.

## Imagini

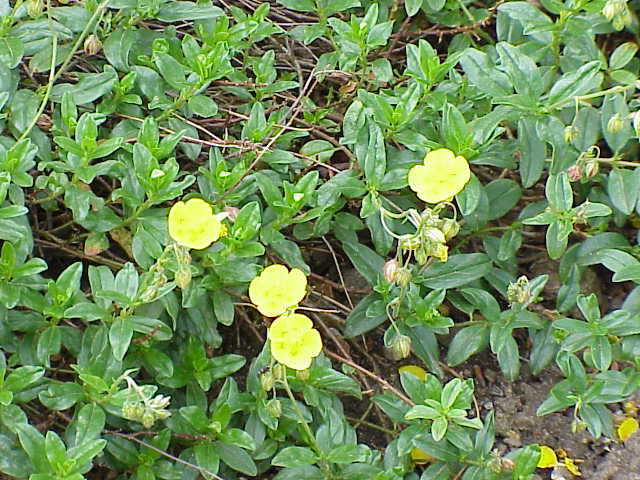
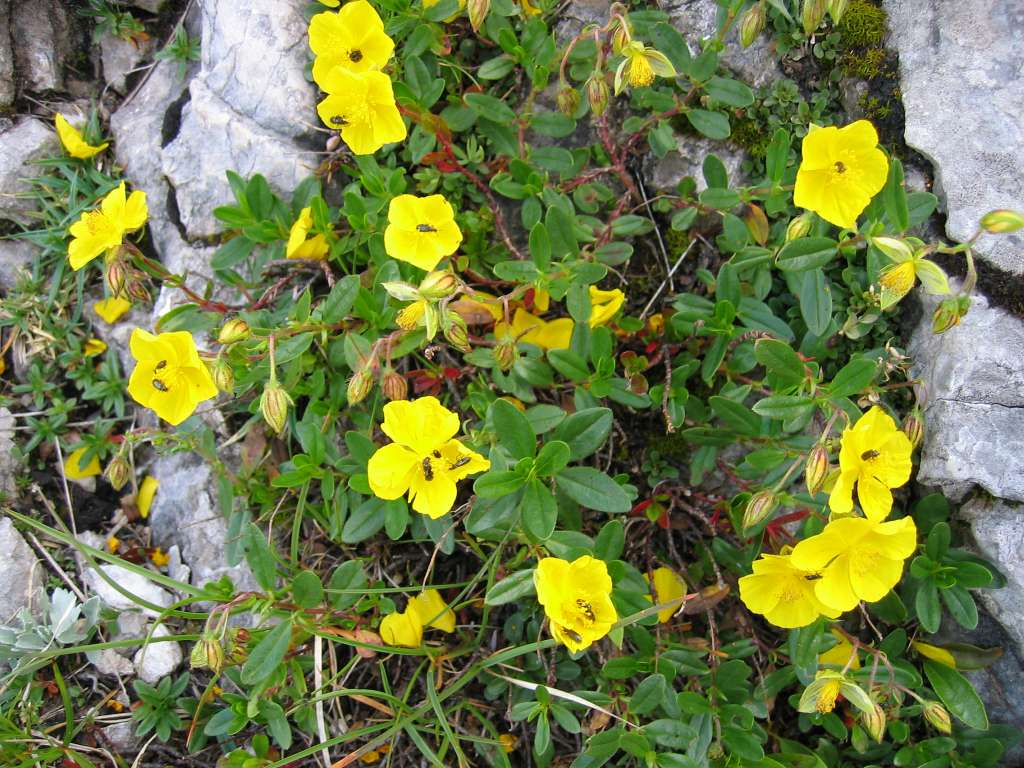
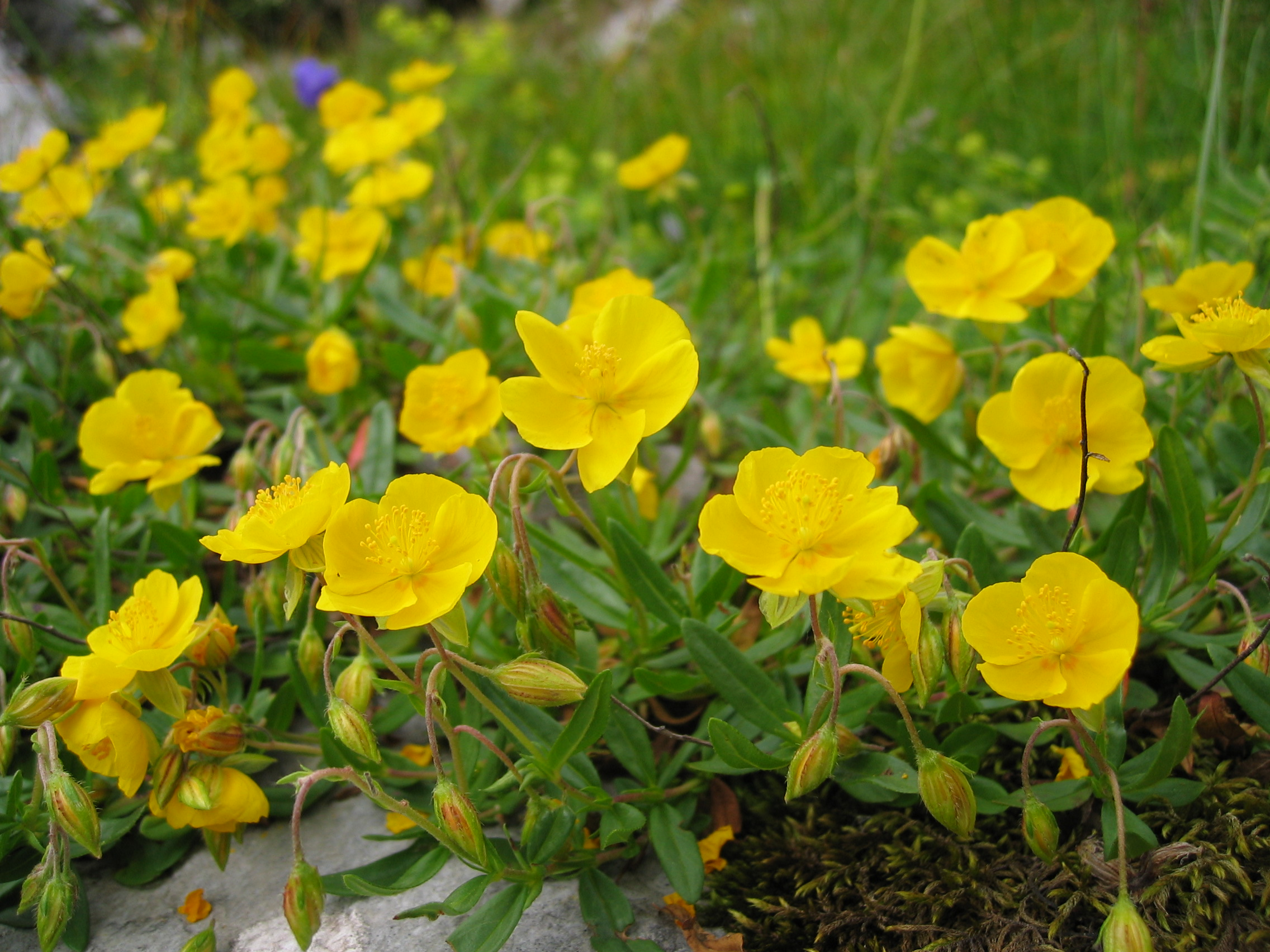